# 中央集权

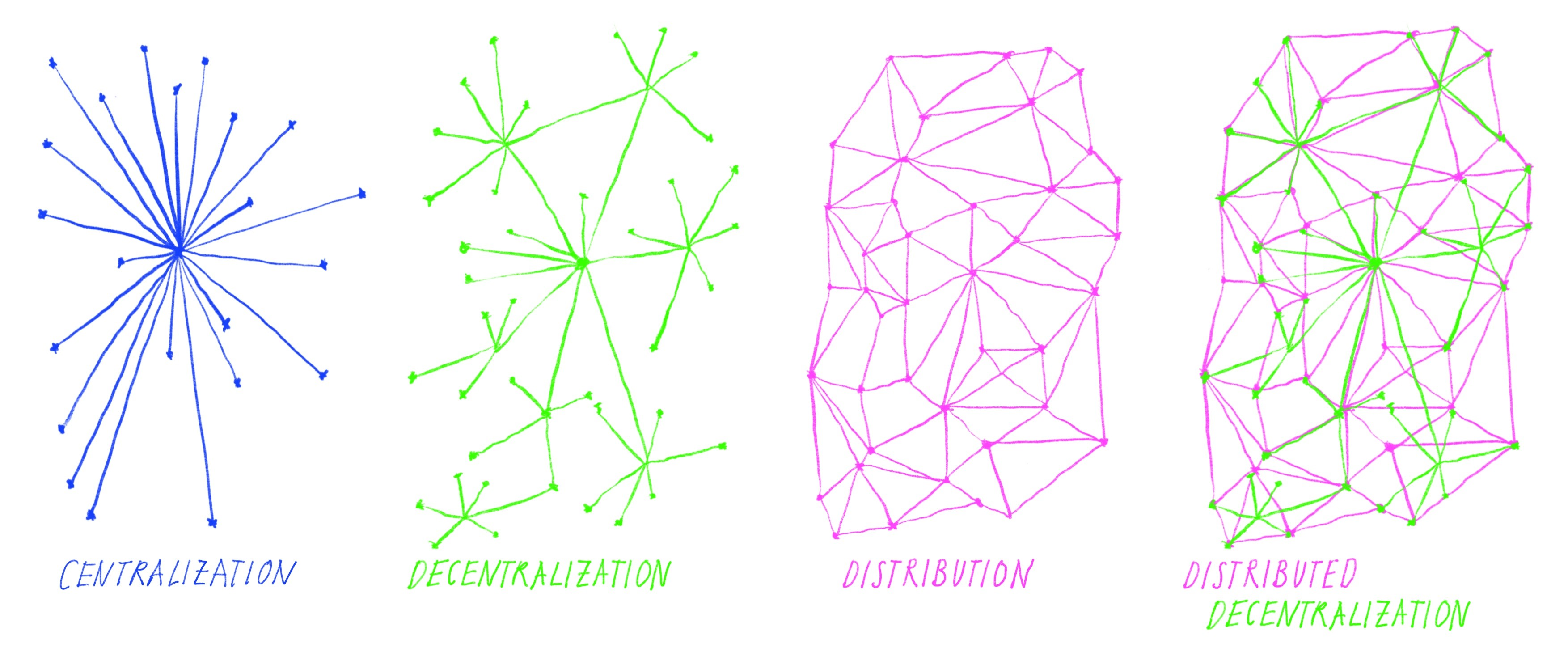
幾種常見的管理模式，從左往右是中央集權化、多中心化、平均化和多管渠道

中央集权，又譯集中化（Centralisation）、中心化（centralization），指的是一種對組織進行管理的模式，它將未來規劃、判斷權、懲罰權、定義權和臨時應對方案等細節型事物全部交給最高級別的部門來決定，而其餘部門只負責執行。另外，實現這種模式的過程也可被稱為中央集權。
該術語在多個領域中都具有不同含義，最常用的領域是政治學，作為一種古老的政治思想，中央集權以整個国家為施加對象，提倡用各種手段削弱地方政府的權力，並擴大中央政府的管轄范圍，以阻止地方的權威超過中央的權威。这种制度在政體上常与君主专制、獨裁共和制結合，但没有必然的因果关系。
中央集權是地方分权、权力分立或分散化的反義詞。

## 中央集權的特點
雖然中心化、集中化的概念在人類的部落時代就有，但是具體被命名為“中央集權”，並有意識的將權力集中在一處，這個模式是由中國的秦朝最早執行的。秦朝政府用高強度的去貴族化、官僚化，讓所有官員皆為秦始皇一人服務，使得這種“崇拜統治階級、剝削底層階級”的思想成為秦朝的主流思想。秦朝的這套制度是有紙本文獻為它提供理論基礎的，即韓非子所寫的各種充滿法家思想的書籍。秦始皇按照法家思想，剝奪了貴族們的權力，把“有力量反抗他的貴族”變為“聽他話的官僚”，還進一步操控了秦朝所有土地的使用權，以及所有居住在秦朝版圖上人類的生命權。秦始皇及其顧問們以“維持中央集權的長久”為最終目的，制定了種種有利於中央集權的新法律，在短時間內就結束了中國的封建制度。

### 現代中央集權的內容

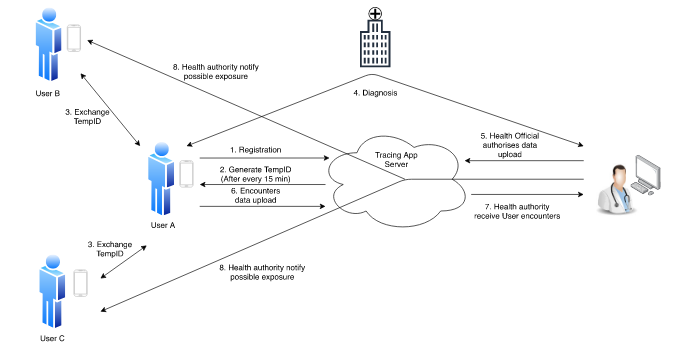
集中型人體健康追踪系統的圖，法國在醫療健保上採取中央集權式管理

必須由最高權威授權，之後才能執行某種任務。在最高權威管不過來時，可以藉助權力下放等方式來分散出一部份權力，同時，在時間充裕時也可回收權力。如果在任何一個職位、在任何一個決策階段都完全依賴最高權威的判斷，那麼“中央權力的構建”即算完成。
另一方面，在分權型的組織架構裏，中央集權也可能分散於各個小部門之中。例如某個部門，其主管的行事風格非常獨裁，但他沒有實力去干涉其它部門也聽從他的指揮。在最理想的狀況下，中央的人數越少越好，而整個組織也以小團體為佳。

### 優點和缺點
權力集中有好有壞，優點有：
- 下屬機構的責任、義務、目標在中央機構裏得到明確界定。
- 上面的決策可以直接傳達到最下方，用詞也可以不變[3]。
- 中央權力更傾向於集體主義，為其國家全體人民謀求最大的福利，因為中央可以因為國家的財富、幸福度或權力增長，讓自己的利益也受到增長[4]。
- 國家和中央政府的做事動機是一致的。

另一方面，缺點有：
- 下級部門沒有決策權，解決一個小型爭端還需要中央政府的指示，當地知識分子就算有專業知識也不敢擅自決定，導致效率低下，在緊急時刻無法及時救火。
- 冗長的官僚機構，執行的卻是一個小型地方政府就能完成的事，浪費納稅人的金錢去供養大批不做實事的官員。
- 官僚不去提升專業知識，反而把最大精力花在“正確解讀”上級的指示，這些指示也容易被“過度執行”。
- 中央政府因為不必被地方政府問責，即使犯了錯也有恃無恐，讓中央派系的官僚加速貪污腐敗。
- 中央的判斷基準、統計數據也是由地方提供，如果地方造假，那久而久之中央就會和外界產生巨大的信息差，最後釀成重大的判斷失誤。
- 受中央青睞的城市能獲得更多的資源，而其它地區則邊緣化，拉大區域不平衡[5][6]。
- 各種政策都建立在“中央政府永遠有实力调度全国”的假设上，但是當該國的政治、经济环境越來越不稳定時，这个调度力也会越来越差；长此以往，一旦中央政府出現重大的决策错误，就有可能引發滅國之災，例如中國歷代的王朝更替[7]。

## 經濟上的中央集權

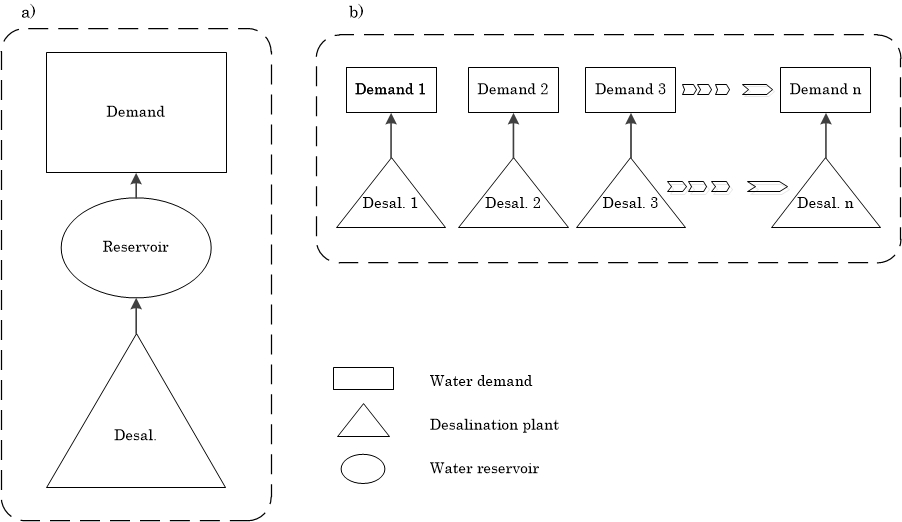
英國自来水部門的“集中式”與“分散式”設計圖，目前英國這兩種水管都會用

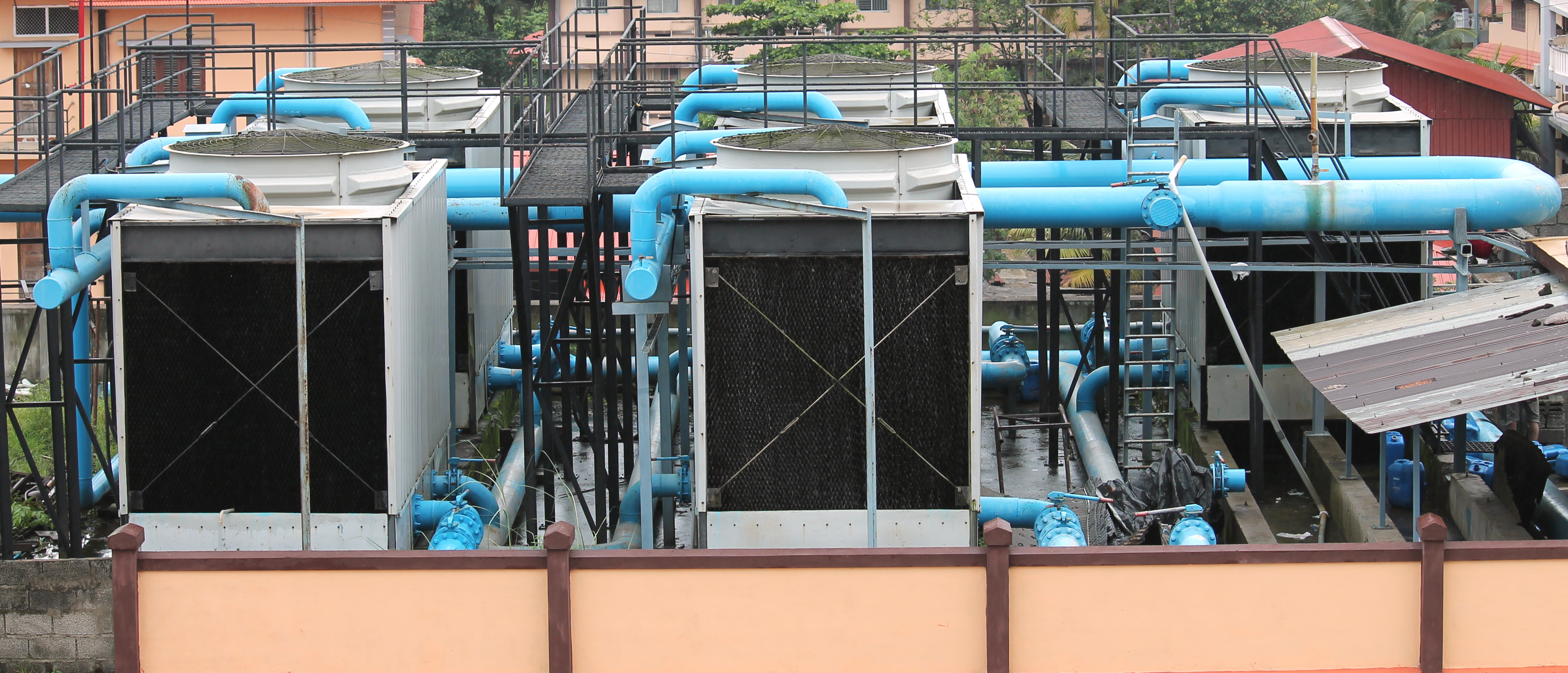
中央空調機組，其中最核心的機械部件可視為中央政府

正如列寧在其著作《帝國主義，資本主義的最高階段》中所寫，“生產在越來越大的企業中非常迅速地集中是資本主義最典型的特徵之一。”他研究生產的發展，決定把生產的概念發展成一個集中的框架，從個體分散的小作坊發展成大工廠，把資本主義引向世界。這是基於這樣一種思想，即一旦生產集中發展到一定程度，就會像卡特爾、辛迪加、托拉斯等黨組織一樣，形成壟斷。
- 卡特爾 —— 在經濟學中，卡特爾是競爭公司之間為控制價格或排除新競爭者進入市場而達成的協議。它是賣方或買方的正式組織，同意使用各種策略固定銷售價格、採購價格或減少產量[9]。
- 辛迪加 —— 辛迪加是由個人、公司、公司或實體組成的自組織團體，其成立目的是為了進行某些特定業務，追求或促進共同利益。
- 信託 —— “信託是……一個人為了另一個人的利益而持有財產所有權（無論是土地還是動產）的情況，被稱為受益人。沒有比這更常見或更有用的了。但現在這個詞是鬆散地應用於某一類商業協議，並且由於對其影響的普遍和不合理的恐懼，該術語本身已被污染。”[10]

## 商業研究上的中央集權

位於德國法蘭克福的代表集中式信息管理的图，解釋了各個伺服器之間的訊息量

大多數企業處理的問題與決策的集中或分散的細節有關。關鍵問題是權力是否應該管理業務中心的所有事情（集中），或者它是否應該委託遠離中心（分散）。集中式或分散式之間的選擇各不相同。許多大型企業在開始從多個地方運營或添加任何新單位和市場時，必然涉及某種程度的權力下放和某種程度的集中化。根據2021年的一項研究，“在大蕭條之前將更多權力從中央總部下放給當地工廠經理的公司在隨後危機中受災最嚴重的行業中表現優於中央集權的同行。”
商業集中管理的特點：
- 高層管理人員集中保留決策權。
- 由最高管理層在其他管理層的幫助下決定執行。
- 較低級別的管理人員在高層管理人員的直接控制下開展工作[13]

## 世界各国的中央集權理念

### 中國

#### 特點及優缺點
- 特點：在中國古代政府中，皇帝或天子是中國的最有權力的人。皇帝壟斷了國家的一切資源，可任意奪取、分配或取消本國人民的任何基本人權；而皇帝個人的性格、智慧、道德和創意能決定這個時期裏的中國會繁榮到何種程度。
- 優點：如果遇到開明又包容的皇帝，這種集權模式會非常有效率，允許更快的做出對的決策，避免對出現無限拖延、簡單問題複雜化或無意義的黨爭。
- 缺點：與此同時，當出現一個性格缺點明顯的皇帝時，朝臣會奴才化，互相用諂媚來爭奪皇帝的寵愛，只為自己斂財。普通人民則道德敗壞，導致社會失去活力和生命力，最後殭屍化[14]。

#### 中國的中央集權史
在中国，这种形式起源于秦朝，并在清朝达到顶峰。
中央集权的产生最早由中国秦國时期思想派系之一的法家系统提出君主专制形式所衍生出的一种政治结构，法家代表之一的韩非在他的论著中认为：在现有社会局势混乱，割据势力强大的情况下，需要君王统一国内一切力量来维护统治，这便需要有一个权力集中的政府来辅助君王统治国家，扩大领土。同时在当时社会中农业自然经济需要有一个相对稳定的环境发展，同时作为社会中主要生产资料的占有者地主而言，也需要一个强有力的政府镇压农民的反抗，来维护自己对土地的所有权。
秦朝成为第一个将中央集权付诸实施的朝代，公元前3世纪秦国商鞅推行的变法初步确立了中央集权的雏形：将地方一级官员的委任权划归中央，并统一了部分物资的流通。这为日后秦有能力统一六国，建立一个统一的国家打下了良好的基础。当秦朝正式建立的时候，秦始皇利用已有的经验建立郡县制，并统一地方文字、财经、度量衡，建立了一个实际意义上的中央集权国家。漢朝一度實行郡國制，但在除去異姓諸候後，漢武帝加強中央集權。
隋朝时期，再度統一的隋文帝成功的进行了一次中央集权的改革：推行三省六部制，将中央政府的权力进行了划分，不仅令政府机构效率、职权范围提高，也使各官员的权力相对分散，保证了皇权的稳定，从而加强了中央集权的稳定性。唐朝在这一改革的基础之上进一步加深改革，唐太宗和之後的皇帝均广泛推行科举制度，提高了官员整体文化素质，令平民也有机会成为社会的上层人物，稳定了中央集权后带来的社会底层不稳定因素。这次成功的改革经验也传至中国的周边国家，如日本的大化革新等，加强了这些国家的集权体制。
宋朝時期，宋太祖通過強幹弱枝和重文抑武的政策，以加強中央集权並終結長達二百年的藩鎮割據局面。宋太祖之後的皇帝均遵守此國策。
14世纪後，中央集权的影响逐步为絕對君主专制所替代，明朝通过设立一些特务机构加强了帝王对政府、社会的直接管辖，明太祖废除丞相与中書省，在地方上设立三司，通过设立一些特务机构如錦衣衛和東廠等加强了君主对政府、社会的控制，清朝设立军机处，将权力进一步集中于皇帝手中；中央集权在乾隆帝時達至頂峰。
19世纪中期後，中国的中央集权制遭到强烈冲击。中華民國孫中山的行政、立法、司法、考試、監察的五权分立的民主政治制度，其理念正是力圖全面否定絕對中央集权。但孫中山也主張通過軍政、訓政和憲政三個階段，以平衡民眾享有國家管治權和國家中央政府集權穩定社會之效。
20世紀中期，中华人民共和国实行的是中国共产党代表民主集中制，即人民代表大会制度，官方认为是中央集权和地方分权這兩有優點的结合。

#### 中央集權的後續影響
一個長久的中央集权制政府，往往還會創造出如下幾個特殊情況：
- 禁止設計地区旗帜及徽章

例如中华人民共和国，以及模倣中國的北朝鲜，這兩國的中央政府不允许行政区（省、市、自治区）设计出屬於自己的地区旗帜，例如省旗（徽）、市旗（徽），以防該地方人民對本地區的认同感超過對全國的認同感。
- 上級專权、下級無權

如果是君主专制的中央集权，在中央集权推行的同时，君王也相应地控制了从地方上收回的权力，成为一个宏观上掌握国家机构一切资源的独裁者，这样的做法将导致国家兴衰的主要因素决定于统治者的素质，也往往造成君王信臣掌握大权，出现内部纷争的原因之一；但不可否认的是，这种专职有时候对于一些具有较大争议的问题能够尽快做出决策，避免了繁复臃雜的解决方式。
- 用科举制笼络人才

科举制使中央政府得以网羅天下俊才，扩大了统治的基础。人才选拔、官员任用的权利完全收归中央后，经科举入仕的都成为“天子门生”，门阀势力受到有效抑制，地方上的离心因素逐渐消解，中央集权得到进一步加强。在中国历史上隋文帝通过建立科举制，使得国家再次掌控了官僚选拔的机制，具有大一统思想的儒生取代贵族子弟成为行政机构的组成单位，重新起到了整合全国的作用，为国家提供税赋，向基层传达政令，以此加强中央集权。
- 掌握生殺大權的中央政府

这种形式的中央集权也是目前许多中央集权，或者偏中央集权的政体的特色，一个职权广泛的政府不仅需要打理宏观政策，也需要关注地方上的事件，这就导致中央机构臃肿，职权分位不明。在中国，解决这一实际问题的方式是设立一些政府中的高级实权者如三公九卿，并划分各机构的职权范围（三省六部制）。这样使中央政府的行政效率提高，在唐以前基本上都能够尽快适应社会生产力发展的要求，是这一时期自然经济发展的重要因素。但职权的分工并不是非常清晰，有时帝王为牵制官员的权力故意不分工，防止官员坐大。
- 地域回避

要求主政地方的官员不得在其出生地、成长地和原籍任职，以预防出现徇私偏袒、地方保护乃至滋生地方分离主义等负面情况。

### 其它國家
在印度，印度莫卧儿帝国则在17世纪中叶建立一套极为完善的集权整体，标志着君主专制和中央集权的发展达到了顶峰。
在歐洲，15世纪后期到16世纪初，欧洲许多国家在宗教改革運動後，開始建立了中央集权的君主專制，以腓力二世、彼得大帝、路易十四等最具代表性。随着自由资本主义向垄断资本主义发展，资本的集中要求政治权力的集中，更趋向于中央集权。19世紀日本明治維新也通過廢藩置縣，達致中央集权；朝鲜王朝的政治结构采用中央集权制。韩国于1995年第六共和国实施地方自治。
在資本主義國家及民主國家，采用单一制的资本主义国家，多实行中央集权；采用联邦制的资本主义国家，地方政府虽有相当的权力，但国家大权仍集中在中央政府手中。